# مجموعة العلم القمري

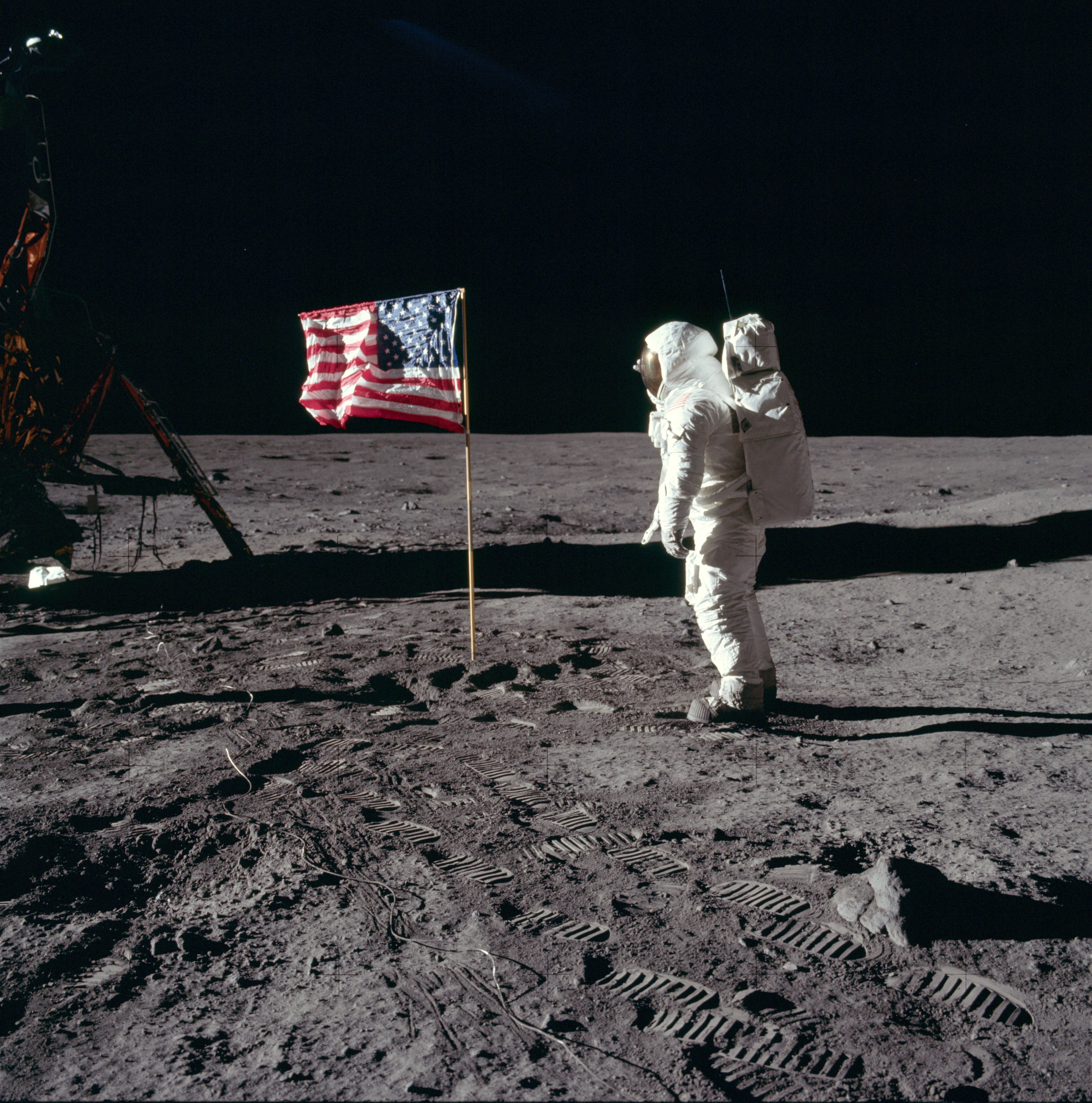
بز ألدرن يؤدي التحية العسكرية لأول علم أمريكي منصوب على سطح القمر يوم 21 يوليو 1969، التُقطت الصورة بواسطة نيل أرمسترونغ.

مجموعة العلم القمري (بالإنكليزية: Lunar Flag Assembly)، تُختصر إلى LFA، وكانت عدةً تحتوي على علم الولايات المتحدة مصمم ليُرفع على سطح القمر خلال برنامج أبولو. نُصبت ستة من هذه الأعلام على سطح القمر. كانت الأعلام المصنوعة من النايلون معلقةً على سواري متداخلة وقضبان أفقية من أكسيد الألومنيوم بقطر بوصة واحدة. حُملت الأعلام على السطح الخارجي لوحدة أبولو القمرية (LM)، وكان أغلبها على سلم النزول من المركبة داخل علبة أنبوبية معزولة حراريًا لحماية الأعلام من درجات الحرارة العالية الناتجة عن غازات عادم الوحدة التي تصل إلى 1090 درجةً مئويةً. صُممت المجموعة بواسطة جاك كينزلر وبإشراف منه، وهو رئيس الخدمات التقنية بمركز المركبات الفضائية المأهولة (MSC) في هيوستن (تكساس). طُلبت ستة أعلام (بما يشمل علم بعثة أبولو 13 الذي لم يُنصب على القمر) من الحكومة لتزويد قائمة للبرنامج وكانت أبعاد هذه الأعلام 0.91 متر في 1.52 متر؛ ولكن كان العلم الأخير الذي نُصب على القمر أكبر بقليل، إذ كان بعرض 1.8 متر، وكان معلقًا في غرفة التحكم بعمليات المهمة بمركز المركبات الفضائية المأهولة خلال أغلب أوقات برنامج أبولو.

## الأعلام المنصوبة
نُصبت الأعلام في جميع بعثات برنامج أبولو التي هبطت على سطح القمر. أثبتت عملية نصب العلم على سطح القمر خلال بعثة أبولو 11 أنها ستكون عمليةً صعبةً. واجه أرمسترونغ وألدرن بعض المتاعب خلال غرس سارية العلم في سطح القمر، وتمكنا من غرسها على عمق سبع بوصات فقط. وعندما ابتعدا عن العلم، تبين أن العلم تمكن من الصمود بشكل مستقل. اكتشف العلماء لاحقًا أن الغبار القمري له شكل مختلف عن الغبار الأرضي. يتسم الغبار الأرضي بحواف دائرية؛ بينما يتسم الغبار القمري بحواف حادة. تعلق حبيبات الغبار القمري ببعضها البعض بسبب حوافها الحادة، ما يصعب من غرس الأشياء بداخله. أبلغ بز ألدرن أن علم أبولو 11، الذي نُصب على مسافة 8.2 متر من الخط المركزي من مركبة إيغل الهابطة، قد طار بعيدًا بفعل العادم الصاروخي للمركبة خلال الإقلاع من سطح القمر. ونتيجةً لهذا، حرصت أطقم البعثات التالية على وضع العلم عند مسافات أبعد من الوحدة القمرية.
واجه بيت كونراد وألان بين، طاقم بعثة أبولو 12، متاعب مع آلية الغلق التي صُممت لإبقاء دعامة العلم في وضع أفقي، وبالتالي كان العلم المنصوب متدليًا بزاوية. وفي استجابة لهذه المشكلة، طُورت المجموعة لتتضمن آلية غلق مزدوجة الأقفال للبعثات التالية.
أُلغي هبوط بعثة أبولو 13 بسبب عطل كبير في المركبة الفضائية وقع قبل وصولها إلى القمر. كان العلم مُخزنًا خارج المركبة في مجموعة تخزين المعدات المُركبة (MESA)، ودُمر العلم مع الوحدة القمرية أكواريوس خلال دخول الغلاف الجوي للأرض.
وبسبب المشاكل التي واجهها طاقم أبولو 15 في وضع الأجهزة العلمية على سطح القمر، نصب الطاقم العلم في وقت متأخر من المهمة؛ في نهاية النشاط الثاني خارج المركبة بدلًا من نهاية النشاط الأول كما كان مخططًا. خُزنت مجموعة العلم القمري في مجموعة تخزين المعدات المُركبة على جانب مرحلة الهبوط من الوحدة القمرية. وتدرب ديفيد سكوت وجيمس إروين على الأرض على كيفية ترتيب مكان وقوفهما، بالإضافة إلى العلم، والعربة القمرية المتجولة حول الوحدة القمرية لتوفير أفضل تصوير. 
حظى نصب العلم خلال بعثة أبولو 17 بتاريخ فريد من نوعه. سافر هذا العلم إلى القمر وعاد مرةً أخرى مع بعثة أبولو 11، ثم عُلق على حائط غرفة التحكم بالمهمة بعد ذلك. وفي أول يوم من المهمة، نُصب العلم على سطح القمر بواسطة جين سيرنان في وادي الثور-ليترو القمري. وبعد نصب العلم، قال سيرنان: «كانت هذه اللحظة إحدى أكثر اللحظات فخرًا في حياتي. وأنا متيقن من ذلك».

## نظريات المؤامرة
يدعي مروجو نظريات المؤامرة أن حركة العلم الظاهرة على سطح القمر تثبت أن مقاطع الهبوط على القمر التُقطت في مكان ذي غلاف جوي. صممت ناسا، مع علمها بعدم وجود رياح على سطح القمر، آلية غلق أفقية تمنع العلم من التدلي إلى الأسفل. وبسبب تعطل آلية الغلق الأفقية الخاصة ببعثة أبولو 11، ظهرت بعض التجاعيد على العلم، ما أعطى مظهرًا يوحي بحركة العلم في صوره الثابتة. وسببت حركة العلم أيضًا في أثناء تثبيته بعض التموجات عليه. 